# Walter Bowart
Pour les articles homonymes, voir Bowart.
Walter Howard Bowart (né le 14 mai 1939 et mort le 18 décembre 2007)  était un leader américain de la contre-culture dans les années 1960. Il fonda et fut responsable éditorial du premier journal underground à New-York, le East Village Other. Il est aussi l'auteur du livre Operation Mind Control.

## Biographie
Né Walter Howard Kirby à Omaha dans le Nebraska, Bowart est adopté dès sa naissance par Walter et Fenna Bowart. Il est élevé à Enid dans l'Oklahoma et suit des études de journalisme à l'université de l'Oklahoma. Au début des années 1960 Bowart déménage à New York où il peint. Il y rencontre sa première épouse Linda Dugmore, fille d'Edward Dugmore, avec qui il a son premier enfant nommé Wolfe.
En 1965, Bowart, avec Ishmael Reed, qui donne le nom au journal, Sherry Needham, Allen Katzman et Dan Rattiner fonde le East Village Other (EVO) qui accueille les textes ou les bandes dessinées de Timothy Leary, Allen Ginsberg, Abbie Hoffman, Robert Crumb, Marshall McLuhan, Spain Rodriguez et The Fugs.
En 1966, il fonde l'Underground Press Syndicate (UPS) qui permet la syndication de bandes dessinées underground et qui accueille aussi des journaux  européens et atteint une distribution de 5 millions d'exemplaires. Les membres d'UPS apprécient les bandes dessinées underground qui attirent les lecteurs et des séries se retrouvent ainsi diffusées à grande échelle comme Fritz the Cat de Crumb.
Grâce à ses liens avec Timothy Leary, Walter rencontre sa deuxième épouse Peggy Hitchcock. Ils déménagent à  Tucson en Arizona en 1968 où where Bowart fonde Omen Press, une maison d'édition spécialisée dans les ouvrages métaphysiques. Omen Press publie entre autres This Is The New Age In Person par "Sufi Sam"  Bowart et Peggy Hitchcock ont deux filles Sophia and Nuria.
En 1973 Bowart retrouve ses parents biologiques Thomas J. Kirby et Patricia J. Dooley et découvre qu'il a trois jeunes sœurs, Janet, Nancy and Kathy. Ceci maque profondément Bowart qui signe par la suite parfois du nom de ses parents biologiques.
Durant cette période Bowart écrit son ouvrage le plus important Operation Mind Control publié par Dell en 1978 avec une préface de l'auteur de Un crime dans la tête  Richard Condon. Operation Mind Control est un ouvrage qui cherche à montrer comment le gouvernement américain a cherché à contrôler l'esprit de sa populaition grâce aux drogues comme le LSD, des modifications du comportement, l'hypnose et d'autres "armes psychologiques" 
Bowart déménage ensuite à Aspen dans le  Colorado où il continue ses recherches, devient un contributeur du Aspen Daily News et rencontre sa troisième épouse Margo Jordan.
Au début des années 1980, Bowart fonde et publie le Port Townsend Daily News à Port Townsend dans l'état de Washington où il rencontre sa quatrième épouse Rebecca Fullerton avec qui il a son quatrième enfant Wythe. À la fin des années 1980, il déménage à Palm Springs en Californie et devient responsable éditorial du Palm Springs Life Magazine. Il y publie des articles sous les noms de Thomas Kirby, Tom Kirby, and Tom J. Kirby et W.H. Bowart.
Dans ses dernières années, Bowart écrit beaucoup. Il meurt d'un cancer colorectal chez sa sœur à Inchelium dans l'état de Washington le 18 décembre 2007.